# مج (ششتمد)
مج (شامکوه)  روستایی است از توابع بخش مرکزی شهرستان ششتمد استان خراسان رضوی ایران.

## جمعیت
این روستا در دهستان تکاب کوه میش قرار داشته و بر اساس سرشماری سال ۱۳۸۵ جمعیت آن ۱٬۴۵۱ نفر (۳۷۸ خانوار) بوده است.